# Список переименованных улиц Караганды
Переименованные улицы Караганды — список улиц казахстанского города Караганда, менявших своё название в различные периоды.
- Ялтинская — Апака Байжанова — Нуркена Абдирова
- Спасское шоссе — Советской Конституции — Республики
- Ленина — Абая
- Бульвар Мира и улицы Тулепова (2019) — Назарбаева

## 2019 год
- 3-я кочегарка (до 2019) — в улицу Ардақ;
- Батарейная улица (до 2019) — в улицу Қайнар;
- Болотная улица (до 2019) — в улицу Бірлік;
- Улица Коминтерна (до 2019) — в улицу Ынтымақ;
- Мануфактурная улица (до 2019) — в улицу Аққайын;
- Пионерская улица (до 2019) — в улицу Саялы;
- Рабкоровская улица (до 2019) — в улицу Серпін;
- Совхозная улица (до 2019) — в улицу Өркен;
- Социалистическая улица (до 2019) — в улицу Арман;
- Торпедная улица (до 2019) — в улицу Арай;
- Насыпная улица (до 2019) — в улицу Жағалау;
- Отвальная улица (до 2019) — в улицу Талды;
- Паровозная улица (до 2019) — в улицу Береке;
- Портовская улица (до 2019) — в улицу Саяхат;
- Пикетная улица (до 2019) — в улицу Самал;
- Пахотная улица (до 2019) — в улицу Тұмар[1].

## 202улицу пищевую надо переименовать  в ул им Алии Молдвгуловой
- Приканальная улица (до 2020)- в улицу Сарыарка;
- улица Кривогуза (до 2020) — в улицу Касыма Аманжолова;
- улица Аманжолова (до 2020) — в улицу Балқантау;
- Защитная улица (до 2020) — в улицу Григория Потанина;
- Зональная улица (до 2020) — в улицу Александра Затаевича;
- Кувская улица (до 2020) — в улицу Казыбека Нуржанова;
- Волочаевская улица (до 2020) — в улицу Камали Дюсембекова;
- Олимпийская улица (до 2020) — в улицу Нарманбета Толепова;
- улица Нуржанова (до 2020) — в улицу Мерей[2].

## Пришахтинск
Ул. 3-я кочегарка -> Улица Ардак
Павлодарская->Павлодар